# Abbeyshrule Abbey
Abbeyshrule Abbey (irisch Mainistir Shruthla; Shrule; Flumen Dei; auch als Benedictio Dei angegeben) ist eine ehemalige Zisterzienserabtei im County Longford in der heutigen Republik Irland. Das Kloster, das nicht mit Shrule Abbey im County Mayo verwechselt werden darf, liegt in der Pfarrei Abbeyshrule am Ufer des Flusses Inny rund 7 km ostnordöstlich von Ballymahon an der Grenze zur Grafschaft Westmeath.

## Geschichte
Das Kloster wurde 1150 oder erst 1200 an der Stelle einer bestehenden christlichen Niederlassung von der örtlichen Häuptlingsfamilie O’Ferral (O’Farrell) gestiftet, die die Abtei auch später kontrolliert haben soll. Es war ein Tochterkloster von Mellifont Abbey gestiftet und gehörte damit der Filiation der Primarabtei Clairvaux an. Beim Tod des Abts Gilbert im Jahr 1430 setzte sich Kenan O’Ferral in den Besitz der Abtei und musste entfernt werden. Die Abtei hatte große Besitzungen westlich von Ballnamanagh, war aber wohl nie wohlhabend. Das Kloster wurde zweimal belagert, einmal von einer Armee aus dem Pale (wohl 1476) und ein weiteres Mal von Hugh Ruadh ODonnell. Das Klosterleben endete wohl spätestens 1540, nachdem die Familie O’Ferral die Güter des Klosters an sich gebracht hatte, jedoch erfolgte die förmliche Auflösung des Klosters erst 1592 unter Königin Elisabeth I.

## Bauten und Anlage
Die Klosterkirche aus dem 13. Jahrhundert ist recht gut erhalten, jedoch sind die übrigen Konventsgebäude abgegangen. Im 17. oder frühen 18. Jahrhundert wurde in das Presbyterium eine Kapelle eingebaut.
Ursprünglich befand sich auf dem Klostergelände auch ein etwa 1 m großes  Hochkreuz, das jetzt in der Sakristei der katholischen Kirche von Abbeyshrule aufbewahrt wird. Eine Reproduktion steht am Eingang zum Klostergelände.
Rund 30 m südlich der Kirche steht ein nachreformatorisches „Tower House“.